# 小行星11207
小行星11207（11207 Black）是一颗绕太阳运转的小行星，为主小行星带小行星。该小行星于1999年3月20日发现。

## 轨道参数
小行星11207的轨道半长轴为2.3667033 UA，离心率为0.068。